# Lorenzo Costa der Ältere

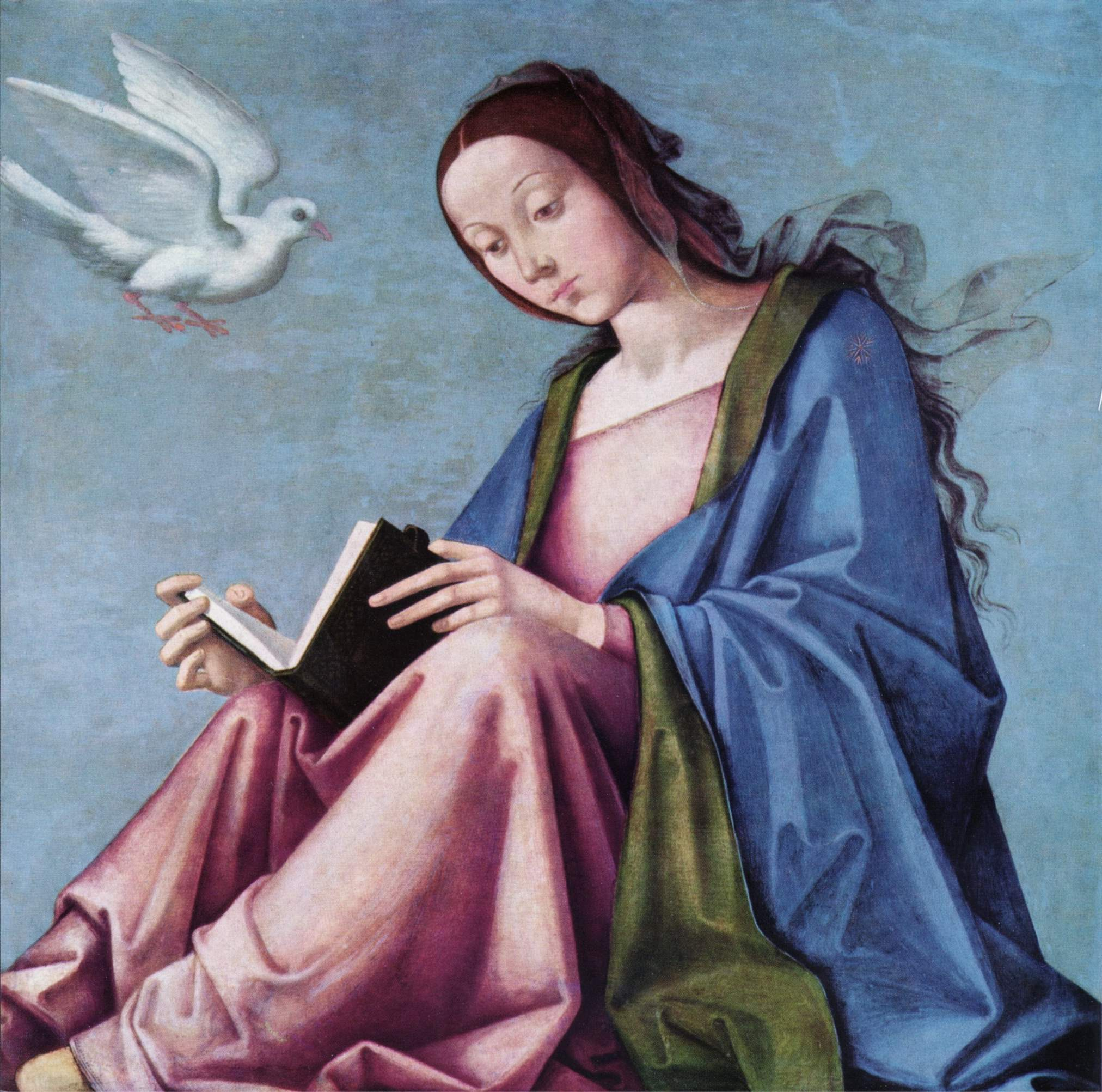
Maria Verkündigung (Lesende Maria), 1. Drittel 16. Jahrhundert

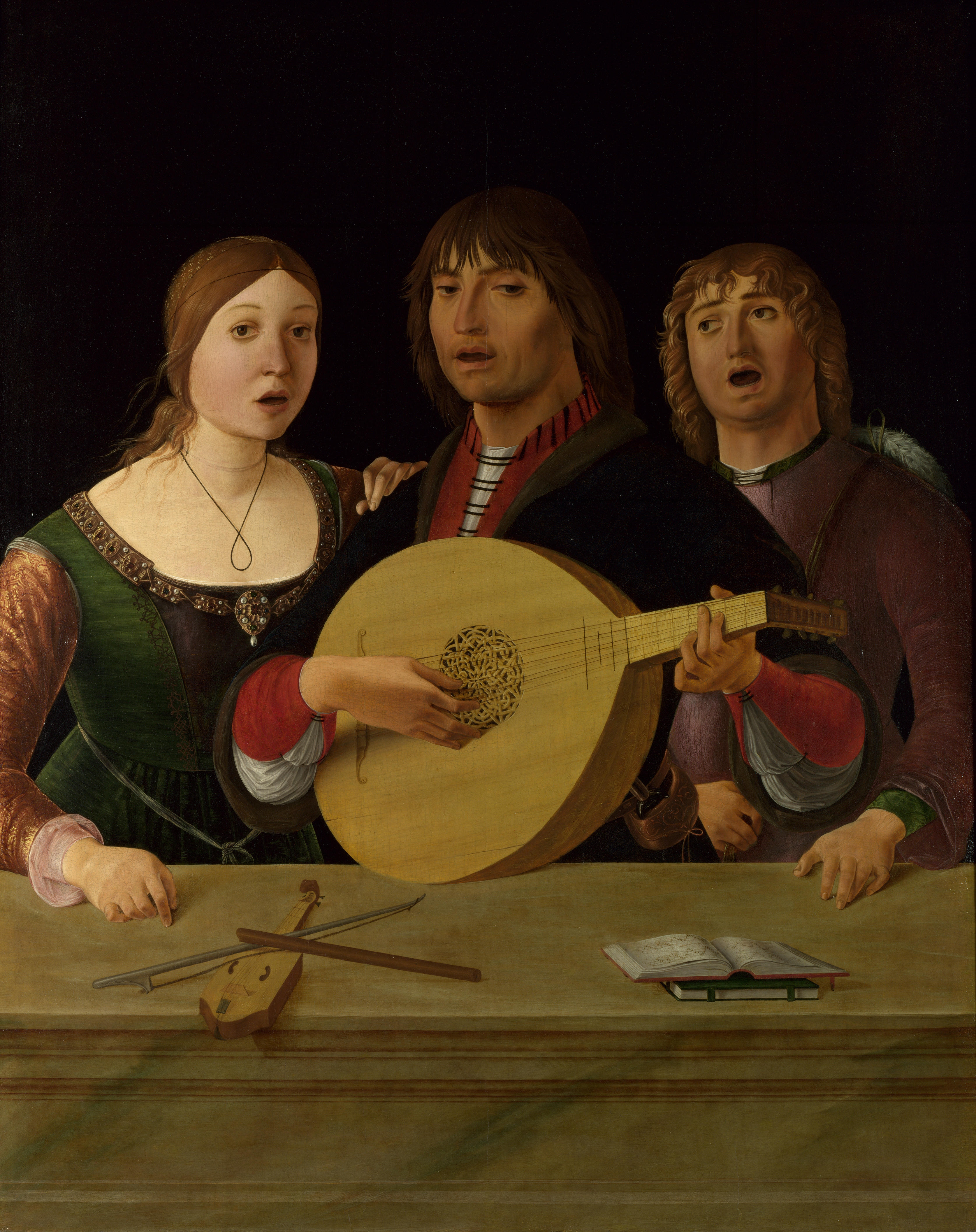
Ein Konzert, Öl auf Holz, National Gallery (London)

Lorenzo Costa der Ältere (* 1460 in Ferrara; † 5. März 1535 in Mantua) war ein italienischer Maler der Renaissance.
Costa war in seiner Heimatstadt Schüler der Maler Cosimo Tura und Francesco del Cossa. 1483 ließ sich Costa mit 23 Jahren als Künstler in Bologna nieder. Dort wurde er schon bald Schüler und Assistent des Malers Francesco Francia, von dem er auch sehr beeinflusst wurde und wirkte seit 1507 in Mantua als Hofmaler.
Costa hatte in seinem künstlerischen Schaffen eine Art derber, realistischer Natur, welche selbst von Francia nicht beeinflusst werden konnte. Costa entwickelte schon bald einen eigenen Stil, blieb aber immer im Schatten seiner Lehrer, da ihm der Ideenreichtum jener fehlte.

## Werke (Auswahl)
Hier finden Sie einige Bilder an ihrem heutigen Standort

### Aufenthaltsort einiger Werke 1889
- Die Darstellung Christi im Tempel, 1485, Gemäldegalerie Berlin
- Madonna mit Heiligen, 1492, San Petronio, Bologna
- Die zwölf Apostel, 1495, San Giovanni, Bologna
- Madonna mit musizierenden Engeln und Heiligen, Fresken, Santa Cecilia, Bologna
- Die Madonna mit der Familie Bentivoglio, 1488, San Giacomo Maggiore
- Jesus Christus im Tempel, 1502, Gemäldegalerie Berlin

### San Giacomo Maggiore Bologna
- Vision der Apokalypse, 1490er Jahre, Fresko, S. Giacomo Maggiore, Bologna
- Der Triumph des Todes, 1490, Fresko, S. Giacomo Maggiore, Bologna

### Verschiedene Museen
- Ein Konzert, etwa 1485–95, Öl auf Holz, National Gallery, London
- Geburt Christi, um 1490, Tempera auf Holz, Musée des Beaux-Arts, Lyon
- Dame mit Schoßhund, ca. 1500, Öl auf Holz, 45,5 × 35,1 cm, Königliche Sammlung, Windsor
- Hl. Sebastian, 1490–91 Tempera auf Holz, 55 × 49 cm, Uffizien, Florenz
- Hl. Hieronymus, 1485, Tafel, San Petronio, Bologna
- Lesende Maria, Aus der früheren Zeit Tempera, Pappelholz, 60,5 × 62 Gemäldegalerie Dresden
- Bildnis einer Frau, 1500–06 Öl und Tempera auf Leinwand, 57 × 44 cm, Eremitage, St. Petersburg